# Campanya del Nord de Virgínia
La Campanya del Nord de Virgínia, també coneguda com a Campanya del Segon Bull Run o Campanya del Segon Manassas, va ser una sèrie de batalles ocorregudes a Virgínia durant l'agost i setembre de 1862. El general confederat Robert E. Lee després de l'èxit de les Batalles dels Set Dies a la campanya de la Península, dirigeix les seves tropes cap a Washington amb la intenció de derrotar el recent format exèrcit de Virgínia del general de divisió John Pope.
Preocupat per la possibilitat que l'exèrcit de Pope s'unís amb l'exèrcit del Potomac del general de divisió George B. McClellan i fos derrotat per l'aclaparadora superioritat numèrica, Lee envia el general de divisió Thomas J. Jackson al nord per interceptar l'avanç de Pope cap Gordonsville. Les dues forces s'enfrontaran en la batalla de Cedar Mountain el 9 d'agost, produint-se una victòria confederada. Lee considera que l'exèrcit del Potomac a la península de Virgínia ja no suposa una amenaça per Richmond, envia una gran part del seu exèrcit, al comandament del general de divisió James Longstreet, que segueixi el de Jackson. Jackson realitza una àmplia maniobra al voltant del flanc dret de Pope, prenent un gran dipòsit de subministraments a Manassas Junction, i situant a les seves forces entre les de Pope i Washington. Aprofitant una bona posició defensiva a prop del camp de batalla de la primera batalla de Bull Run Jackson conté amb èxit els continus assalts de la Unió del 29 d'agost, mentre les tropes de Lee i Longstreet es van aproximant. El 30 d'agost Pope ataca de nou, però les seves tropes van ser sorpreses per les unitats de Longstreet, veient forçat a retirar-se amb greus pèrdues. La campanya finalitza amb una altra maniobra de flanqueig de Jackson en la qual Pope es veu obligat a retirar-se sobre la capital després de la inconclusiva batalla de Chantilly de l'1 de setembre.

## Antecedents
Després de la derrota de l'exèrcit del Potomac de McClellan en la campanya de la Península després de les Batalles dels Set Dies de juny de 1862, el president Abraham Lincoln nomena John Pope cap de l'acabat de crear l'exèrcit de Virgínia. Pope havia aconseguit alguns èxits en el front de l'oest, i Lincoln buscava un general més agressiu que McClellan, que portés per fi una gran victòria per a la Unió.

## Els exèrcits en combat
L'exèrcit de Virgínia es va crear el 26 de juny de 1862 a partir de les tropes existents en els diferents departaments de la rodalia de Virgínia, molts dels quals havien participat en la campanya de la vall de Shenandoah. El nou exèrcit, d'uns 51.000 homes, es va dividir en tres cossos d'exèrcit: Ir. Cos, general de divisió Franz Sigel; IIn. Cos, general de divisió Nathaniel P. Banks, i IIIr. Cos, general de divisió Irvin McDowell. A Washington es mantindria una reserva a càrrec del general de brigada Samuel D. Sturgis. Es van crear igualment tres brigades de cavalleria, cadascuna d'elles agregada a un cos d'exèrcit, aquesta dispersió de la cavalleria no seria gens favorable per a la Unió durant la campanya. Una vegada iniciades les operacions s'unirà a la lluita el IX Cos del general de divisió Ambrose E. Burnside, i part dels cossos III, V i VI de l'exèrcit del Potomac, ascendint el total de la Unió a uns 77.000 soldats.
Pel que fa a l'exèrcit confederat, l'exèrcit de Virgínia del Nord de Lee estava organitzat en dues "ales" o "comandaments" (realment eren cossos d'exèrcit) d'uns 55.000 homes. L'ala dreta estava al comandament de Longstreet, i l'ala esquerra al de Jackson. La divisió de cavalleria del general de divisió J.E.B. Stuart va ser agregada a l'ala de Jackson.

## Plans i moviments inicials
Les missions que es van encarregar a Pope eren defensar Washington i la vall de Shenandoah. Però com a missió més immediata, havia de distreure les tropes confederades mentre l'exèrcit del Potomac es retirava de la península de Virgínia. Amb aquesta intenció va idear l'atac a Gordonsville, en l'altre extrem del front. Com a primer pas va enviar un destacament de cavalleria, al comandament del general de brigada John P. Hatch, perquè tallés la línia fèrria al voltant de Gordonsville, però quan la unitat va arribar a la zona, Jackson ja ocupava el sector des del 19 de juliol, i va ser impossible realitzar la missió.
Pope tenia a més una altra missió, encomanada pel mateix Lincoln. Per primera vegada, la Unió tenia la intenció de posar pressió sobre la població civil de la Confederació fent que experimentessin directament la duresa de la guerra. D'una banda autoritzar la requisa de subministraments a Virgínia a canvi d'uns vals que només tenien validesa en el Nord. També va ordenar que es realitzessin detencions i crema de propietats sempre que trobessin resistència, encara que vingués de part de civils.
Mentrestant Lee, observant l'actitud de McClellan a la Península de Virgínia, va arribar a la conclusió que Richmond no seria atacada des d'allí, pel que va desviar tropes cap al nord per frenar Pope i protegir la Virgínia central. Lee va començar a planejar un atac sobre cada exèrcit de la Unió per separat com a única forma d'obtenir la victòria.
A finals de juliol el guerriller confederat capità John S. Mosby s'observa una important activitat de transport naval a Hampton Roads, controlat per la Unió. Informat d'aquest esdeveniment, Lee dedueix que l'Exèrcit del Potomac està ja en retirada i que ha d'actuar ràpid abans que s'uneixin tots dos exèrcits. Envia per això a la divisió del general de divisió A. P. Hill en reforç de Jackson, alhora que pressiona sobre les tropes de McClellan per entorpir la retirada. El 3 d'agost va arribar l'ordre del general en cap Henry W. Halleck a McClellan perquè es retirés de la península i es dirigís a Washington per donar suport a Pope. McClellan va protestar, i no va començar la retirada fins al 14 d'agost.

## Batalles i moviments, del 7 al 27 d'agost

Campanya del Nord de Virgínia
Confederació
Unió

El 29 de juliol Pope surt de Washington per dirigir al seu exèrcit. Halleck l'informa del proper replegament de l'exèrcit del Potomac i de la necessitat que les dues unitats s'uneixin. Això no obstant, Pope decideix passar a l'ofensiva abans que això passi, avançant les seves forces cap a la cruïlla de Gordonsville. Per part confederada, Jackson avança cap a Culpeper el 7 d'agost amb la intenció d'atacar les tropes de Banks abans que tot l'exèrcit de Virgínia es concentri.
Batalla de Cedar Mountain (9 d'agost de 1862)
El 9 d'agost el cos d'exèrcit de N. Banks ataca Jackson a Cedar Mountain, aconseguint en un principi cert avantatge. La divisió del general de brigada Charles S. Winder va ser durament castigada, i el seu cap va morir en combat. Un contraatac confederat dirigit per A.P. Hill va fer retrocedir a Banks a l'altre costat de Cedar Run. Els confederats no van poder explotar la victòria per l'arribada al camp de batalla de tropes de reforç de McDowell. Jackson roman uns dies a l'espera d'un atac mentre comprova que el seu pla d'acabar separadament amb els cossos d'exèrcit unionistes ja no és possible. El 12 d'agost decideix retirar-se a Gordonsville.
El 13 d'agost Lee envia Longstreet a reforçar a Jackson, i el 15 d'agost arriba ell mateix a Gordonsville per dirigir les operacions. Concentra al seu exèrcit a Clark's Mountain, i planeja llavors un atac sobre la rereguarda de Pope per evitar així la unió dels dos exèrcits federals. El 18 d'agost s'inicia l'avanç del seu exèrcit creuant el Rapidan, amb la cavalleria de Stuart al capdavant, la qual realitzarà incursions a la rereguarda federal per entorpir el seu subministrament.
Durant el 20 i 21 d'agost Pope retira el seu exèrcit a la línia del riu Rappahannock. Pope coneixia les intencions de Lee perquè la seva cavalleria en una exploració havia aconseguit una còpia del pla d'atac confederat. Stuart va estar a punt de ser capturat durant la seva incursió, el que si va perdre va ser el seu barret de plomes, de manera que el 22 d'agost, en represàlia, va capturar la jaqueta de gala de Pope a Catlett's Station. La incursió de Stuart va demostrar l'accessibilitat de la rereguarda federal per la seva ala dreta.
Primera batalla de Rappahannock Station (del 22 al 25 d'agost)
Els dos exèrcits es van enfrontar en una sèrie d'accions menors al llarg del riu Rappahannock amb el resultat d'uns centenars de pèrdues.
Tots dos caps planejar un atac creuant el riu, però la crescuda que van produir unes fortes pluges va impedir l'acció. Mentrestant, l'Exèrcit de Virgínia s'anava reforçant amb cossos de l'exèrcit del Potomac: El IIIr. cos del general de divisió Samuel P. Heintzelman, el V Cos del general de divisió Fitz-John Porter, i part del VI cos del general de brigada George W. Taylor. Essent Lee conscient dels reforços enemics, va decidir enviar a la meitat del seu exèrcit, dirigit per Jackson i encapçalat per Stuart, a tallar la línia fèrria que abastia als federals. Lee esperava que Pope es replegués i poder atacar en aquell moment. Jackson es va posar en moviment el 25 d'agost, i al vespre ja estava a Salem (avui Marshall) a l'altre costat del Rappahannock.
Batalla de les Operacions a l'estació de Manassas (del 25 al 27 d'agost)
El dia 26 Jackson surt cap a l'est, passa la bretxa de Thoroughfare a les muntanyes de Bull Run, i ja a la rereguarda enemiga, ataca l'estació de Bristoe, tallant l'enllaç ferroviari de Pope amb Washington. L'endemà, 27 d'agost, continuant amb la seva tasca destructora, arrasa el gran dipòsit federal de Manassas Junction, derrota una brigada unionista i es replega cap al nord. Com a resposta a aquesta greu amenaça, Pope retira al seu exèrcit del riu Rappahannock i intenta atrapar Jackson.

## Batalles i moviments, del 28 d'agost l'1 de setembre
Batalla de la bretxa de Thoroughfare (28 d'agost)
Com havia planejat Lee, després de les tropes de Jackson havien d'anar les de Longstreet, i el lloc de pas era la bretxa de Thoroughfare. Pope, obcecat amb capturar Jackson, dirigeix totes les seves unitats cap a ell. McDowell, mentre es replega sobre Jackson, envia una brigada i una unitat de cavalleria sobre aquest sector, ignorant, com el seu cap superior, les forces que per allà anaven a passar. Quan la trobada es va produir, les forces federals van ser derrotades, i les tropes de Longstreet van poder donar suport a Jackson.
Segona batalla de Bull Run o Segon Manassas (del 28 al 30 d'agost)

Mapa de la segona batalla de Manassas

El 28 d'agost, mentre les unitats de la Unió es dirigien cap a Centreville per atrapar Jackson, aquest fa un atac de flanc sobre les tropes que es dirigeixen cap a aquesta ciutat. Després de diverses hores de lluita, la batalla finalitza amb un empat.
Pope, coneixent ja el lloc exacte on es trobava Jackson, envia tot el seu exèrcit cap a ell. El 29 d'agost la Unió realitza el seu primer assalt sobre les posicions confederades, essent rebutjats amb grans pèrdues per ambdós bàndols. A la nit arriben les tropes de Longstreet que es col·loquen al flanc dret de Jackson.
El 30 d'agost Pope reprèn els seus atacs, desconeixent la presència de Longstreet i creient encara que Jackson es troba en una posició aïllada. Després de nous assalts federals sobre les unitats de Jackson, els confederats inicien el contraatac amb les tropes de Longstreet després d'una potent preparació artillera. El flanc esquerre de la Unió cedeix, i es produeix una retirada cap a Centreville. La pressió confederada va poder ser continguda a causa de la bona actuació de les unitats que cobrien el replegament. Aquesta va ser la batalla decisiva de la Campanya del Nord Virgínia.
Batalla de Chantilly (1 de setembre).
En un ampli moviment de flanc, les tropes de Jackson intenten tallar la línia de retirada de Pope. El dia 1 de setembre, a Chantilly, es troba amb dues divisions federals a què s'enfronta. Després d'un dur combat, les forces de la Unió aconsegueixen conservar el terreny, possibilitant així la fugida de l'exèrcit de Virgínia fins a Washington.

## Conseqüències
La campanya del Nord de Virgínia va ser una gran victòria per Lee i els seus dos principals subordinats, Jackson i Longstreet. Tenint en compte la inferioritat numèrica confederada, el resultat aconseguit va ser un gran èxit.
Les pèrdues de la Unió van ser de 16.054 (1.724 morts, 8.372 ferits, 5.958 desapareguts o presoners) d'un total de 75.000 homes. Les de la Confederació van ser de 9.197 (1.481 morts, 7.627 ferits, 89 desapareguts o presoners) dels 48.500 homes implicats en la campanya.
Pope, després del gran fracàs, va ser transferit a Minnesota, on es va fer càrrec de les tropes del Departament del Nord-oest que estaven implicades en la Guerra de Dakota de 1862 contra els sioux. L'exèrcit de Virgínia va ser dissolt el 12 de setembre i les seves tropes van passar a formar part de l'exèrcit del Potomac de McClellan.
Mentre en el bàndol de la Unió es restableixen de les seves ferides, Lee es dirigeix cap al nord i el 4 de setembre creua el riu Potomac, iniciant-se així l'anomenada Campanya de Maryland.